# Alessandro Ademollo

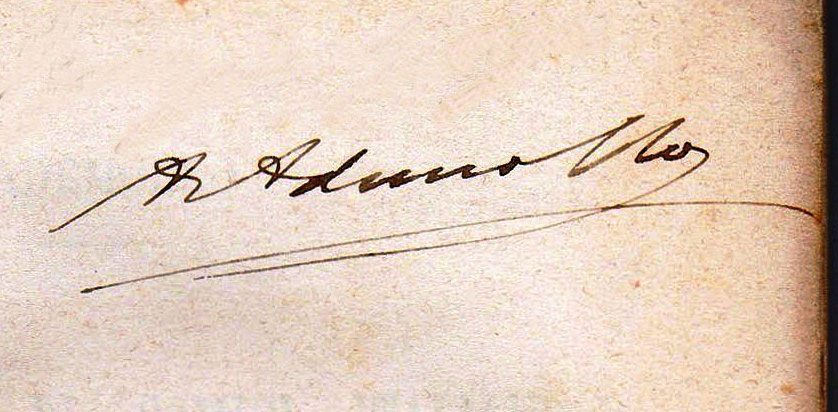
Autografo di Alessandro Ademollo

Alessandro Felice Ademollo (Firenze, 20 novembre 1826 – Firenze, 22 giugno 1891) è stato uno scrittore italiano.

## Biografia
Scrittore, studioso di storia, con particolare interesse per la storia del teatro, fece i suoi primi studi nelle Scuole Pie di Firenze ed iniziò la sua attività letteraria collaborando a periodici toscani del periodo preunitario quali «Il Commercio» (1847-1848) e «Il Popolano» (1848). Nel 1848 fondò con Leopoldo Redi, Paolo e Carlo Lorenzini, Pilade Tosi e altri, «Il Lampione», che divenne ben presto molto popolare.
Dopo la restaurazione lorenese, nel 1853, l'Ademollo si dedicò alla critica drammatica; collaborò all'«Arte» ed allo «Scaramuccia» di Firenze, al «Fanfulla della Domenica» e alla «Nuova Antologia» di Roma, alla «Scena» di Lucca, alla «Revue Franco-italienne», all'«Europe Artiste» e al «Messager» di Parigi.
Nel 1860 fu nominato a Torino consigliere della Corte dei Conti, ma continuò a dedicarsi agli studi storici e alle ricerche d'archivio, volte a mettere in luce aspetti poco noti della società italiana, e particolarmente la storia dei secoli XVII-XVIII in Roma. Frutto di questi studi, fondati su un'attenta lettura delle fonti documentarie, sono i numerosissime saggi e opuscoli che egli pubblicò tra il 1875 e il 1886. Pubblicò inoltre numerosi altri saggi relativi alla storia del teatro in Roma e in Firenze.

## Opere
- Francesco De Noailles, ambasciatore francese a Roma negli anni 1634-1636, 1875, 1886.
- Giacinto Gigli ed i suoi Diarii, 1877.
- Il Macinato a Roma, 1877.
- Lucrezia Borgia e la Verità, 1877.
- Il Carnevale di Roma nei secoli XVII e XVIII, 1883.
- Il matrimonio di Suor Maria Pulcheria al secolo Livia Cesarini, 1883.
- Una famiglia di comici italiani nel secolo XVIII, 1885.
- I primi fasti del teatro della Pergola (1567-1661), 1885.
- Alessandro VI, Giulio II e Leone X nel carnevale di Roma. Documenti inediti 1499-1520, 1886.
- Corilla Olimpica, 1887.
- I teatri di Roma nel secolo XVII, 1888.
- La bella Adriana ed altre virtuose del suo tempo alla corte di Mantova, 1888.
- Un avventuriere francese in Italia nella seconda metà del Settecento, 1891.

## Archivio
Il Fondo Alessandro Ademollo , costituito da lettere, carte varie, appunti, bozze di stampa, documenti e dalla sua libreria va dal 1847 al  1891, fu venduto dagli eredi alla Biblioteca nazionale di Firenze negli anni 1892-1893.